# Zamarada fugax
Zamarada fugax là một loài bướm đêm trong họ Geometridae.